# Artibeus hirsutus
Artibeus hirsutus é uma espécie de morcego da família Phyllostomidae, é endêmica do México. 

## Referencias
1. ↑  «Category:Artibeus hirsutus - Wikimedia Commons». commons.wikimedia.org (em inglês). Consultado em 7 de março de 2025